# Жозеп Пла
Жозеп (Жузеп, Джузеп) Пла и Казадевал (на каталонски: Josep Pla i Casadevall) е каталонски публицист и писател, смятан за един от най-значимите автори на каталонски език. Пише произведенията си в продължение на около шест десетилетия.
Записва се да следва „Медицина“, но не завършва – прехвърля се в специалност „Право“. Започва да пише за пресата от 1919 г., публикува много пътеписи за Европа. На няколко пъти през живота си пребивава в изгнание във Франция и Италия, както и дълги години – във „вътрешно изгнание“ из градчетата по Коста Брава.
Едно от най-прочутите му съчинения е автобиографично – дневникът „Сивият тефтер“ (1966), първият запис в който е от 8 март 1918 година.